# Соргоно
Соргоно, Сорґоно (італ. Sorgono, сард. Sòrgunu) — муніципалітет в Італії, у регіоні Сардинія,  провінція Нуоро.
Соргоно розташоване на відстані близько 360 км на південний захід від Рима, 95 км на північ від Кальярі, 38 км на південний захід від Нуоро.
Населення — 1722 особи (2014).

## Демографія
Населення за роками:

Станом на 1 січня 2023 року в муніципалітеті офіційно проживали 43 іноземці з 7 країн, серед них 11 громадян країн Євросоюзу.

## Уродженці
- Марко Сау (*1987) — італійський футболіст, нападник.

## Сусідні муніципалітети
- Атцара
- Аустіс
- Бельві
- Неонелі
- Ортуері
- Самугео
- Тіана
- Тонара